# Щепкин, Сергей Павлович
Сергей Павлович Щепкин (1824—1898) — чиновник Министерства государственных имуществ Российской империи, курировавший сельское хозяйство. Тайный советник.

## Биография
Сын П. С. Щепкина, родился 24 сентября (6 октября) 1824 года.
По окончании курса в Московском университете 30 июля 1845 года поступил на службу в Министерство государственных имуществ, где принимал деятельное участие в выработке многих мероприятий к поднятию в России земледелия и сельской промышленности. Занимал должность вице-директора департамента сельского хозяйства. 
С 1859 по 1865 годы был редактором «Земледельческой газеты» и «Сельского листка». В 1860-х годах по его инициативе и при ближайшем его участии издавалась министерством «Сельская библиотека», состоявшая из серии небольших книжек для народа по сельскому хозяйству. Принимал деятельное участие в трудах Вольного экономического общества и географического общества.
С 20 апреля 1869 года состоял в чине действительного статского советника, с 8 апреля 1884 года — в чине тайного советника; занимал должности члена Совета министра государственных имуществ, был членом Учёного комитета министерства. Его деятельность отмечена орденами: Св. Станислава 1-й степени (1873). Св. Анны 1-й степени (1876), Св. Владимира 2-й степени (1889).
Написал ряд сочинений по сельскому хозяйству:
- «Вспомогательная книжка для сельских хозяев» (СПб., 1867);
- «Овцеводство в России : Из отчетов инспектора сел. хоз. С. П. Щепкина» (СПб.: Деп. земледелия и сел. пром., 1869);
- «Мериносное овцеводство в Новороссийском крае» («Сельское хозяйство и лесоводство», 1867);
- «Простое овцеводство в южной половине России» (СПб., 1868);
- «Табачная промышленность в России : Из отчета г. министру Гос. имуществ» (СПб.: тип. С. Н. Степанова, 1870);
- «Виноградарство и виноделие в долинах Крыма : Из отчета г. министру Гос. имуществ» (СПб.: тип. К. Сорванова и К°, ценз. 1870).

Умер 25 августа (6 сентября) 1898 года; похоронен на Новодевичьем кладбище в Санкт-Петербурге вместе с женой Натальей Павловной (1844—29.08.1876) и детьми: Павлом (19.01.1870—22.12.1871), Павлом (23.11.1872—26.08.1889), Наталией (02.03.1875—22.01.1881). Его дочь Мария (13.02.1867—?) с 24 августа 1890 года была замужем за сыном И. А. Заборовского Алексеем (1869 — после 1917).